# اریک وان اشمیت
اریک وان اشمیت (انگلیسی: Eric Von Schmidt؛ ۲۸ مهٔ ۱۹۳۱ – ۲ فوریهٔ ۲۰۰۷) یک خواننده، ترانه‌سرا ، نقاش و نوازنده اهل ایالات متحده آمریکا بود.